# アルベルト・フリーデンタール
アルベルト・フリーデンタール（Albert Friedenthal, 1862年9月25日 - 1921年1月17日）はプロイセン王国出身のピアニスト、音楽著述家、音楽教育者。

## 経歴
ブロンベルク（現在のポーランド領ブィドゴシュチュ）に生まれ、生地でF・アーガトとW・シュタインブルンに、ベルリンでテオドール・クラクに師事した。1882年からヨーロッパ、南北アメリカ、アフリカ、オーストラリアなど世界各地を演奏旅行し、日本には1891年と1907年の2度訪れている。1891年10月24日に東京の帝国ホテルでフランツ・リスト作曲『ハンガリー狂詩曲第12番 嬰ハ短調』などを演奏し、ルドルフ・ディットリヒ、 Robinson （声楽）と共演した。1907年5月21日、5月24日に横浜パブリックホールでルートヴィヒ・ヴァン・ベートーヴェン作曲『ピアノソナタ第14番 嬰ハ短調 (月光)』とリスト作曲『ハンガリー狂詩曲第2番 嬰ハ短調』などを演奏した。オランダ領東インドのバタヴィア（現在のインドネシアの首都ジャカルタ）で死去。

## 著作
音楽学と民族誌に関する著作がある。
- Auch eine Schweizer Reise ... (1907)
- Das Weib im Leben der Völker (1910)
- Stimmen der Völker in Liedern, Tänzen und Charakterstücken (Berlin, 1911)
- Musik, Tanz und Dichtung bei den Kreolen Amerikas (Berlin, 1913)
- Das flämische Volkslied (1918)
- Die Volksmusik der Kreolen Amerikas (発行年不明)